# هناء مال الله
هناء مال الله (ولدت في 1958) وهي فنانة عراقية تعيش في لندن. ولدت هنا في زيقار بالعراق وحصلت علي دبلومة في فن الرسم من معهد الفنون الجميلة ببغداد حيث درست مع شاكر حسن السيد، كما حصلت علي درجة البكالوريوس من اكاديمية الفنون الجميلة ببغداد، ودرجة الماجستير فالرسم والدكتوراه في فلسفة الرسم من جامعة بغداد. كما تحصّلت علي الدراسات العليا فالفن الإسلامي والفن المعاصر من جامعة لندن. واخيرا بعدما اتمت دراستها في جامعة بغداد نالت درجة الزمالة من جامعة تشيلسي.
اصبت أعمال هنا مال الله متضمنة في عرض «ماضي العراق يتحدث الي حاضرها» بالمتحف البريطاني واصبحت اعمالها ممثلة فالمجموعة الدائمة للمتحف . كما توجد اعمالها أيضا بالمجموعة الدائمة في متحف الأردن للفنون الجميلة بعمّان ومركز الفن المعاصر ببغداد والمتحف العربي للفن المعاصر بالدوحة واخيرا مؤسسسة برجيل بالشارقة .
حصلت هنا مال الله علي جائزة ممنوحة من المنظمة العربية للتربية والثقافة والعلوم.